# Campylopus obrutus
Campylopus obrutus är en bladmossart som beskrevs av Thériot och Potier de la Varde 1928. Campylopus obrutus ingår i släktet nervmossor, och familjen Dicranaceae. Inga underarter finns listade i Catalogue of Life.